# 1959 en bande dessinée
| Années de la bande dessinée : 1956 - 1957 - 1958 - 1959 - 1960 - 1961 - 1962    |
| Décennies de la bande dessinée : 1920 - 1930 - 1940 - 1950 - 1960 - 1970 - 1980 |

Cet article présente les faits marquants de l'année 1959 en bande dessinée.

## Évènements
- septembre :
  - aux États-Unis, sortie de Showcase #22 (première apparition du deuxième Green Lantern, celui du "Silver Age"), chez DC Comics
  - début de la publication de la série 13 rue de l'Espoir de Jacques et François Gall sur des dessins de Paul Gillon, dans le quotidien France-Soir.
- 29 octobre : création du journal Pilote par Goscinny, Charlier et Uderzo, où apparaitront les personnages Astérix, Tanguy et Laverdure et Barbe-rouge, qui sera publié jusqu'en octobre 1989. Le premier numéro se vend 300 000 exemplaires.
- Un roman de Bob Morane est adapté en BD : Bob Morane et l'Oiseau de Feu.

## Nouveaux albums
Voir aussi : Albums de bande dessinée sortis en 1959

### Franco-belge
| Sortie | Titre                                           | Scénariste       | Dessinateur        | Coloriste | Éditeur    |
| ------ | ----------------------------------------------- | ---------------- | ------------------ | --------- | ---------- |
| ?      | Spirou et Fantasio T.10 Les Pirates du silence  | Franquin         | Franquin           |           | Dupuis     |
| ?      | Spirou et Fantasio T.11 Le gorille a bonne mine | Franquin         | Franquin           |           | Dupuis     |
| ?      | Johan et Pirlouit T.7 La Flèche noire           | Peyo             | Peyo               |           | Dupuis     |
| ?      | Blake et Mortimer T.7 S.O.S. Météores           | Edgar P. Jacobs  | Edgar P. Jacobs    |           | Le Lombard |
| ?      | Bob Morane T.1 Bob Morane et l'Oiseau de Feu    | Henri Vernes     | Dino Attanasio (?) |           |            |
| ?      | Belle du Ballet : Le Secret de la ballerine     | George Beardmore | George Beardmore   |           | Dargaud    |

### Comics
| Sortie | Titre       | Scénariste | Dessinateur | Coloriste | Éditeur |
| ------ | ----------- | ---------- | ----------- | --------- | ------- |
| ?      | à compléter |            |             |           |         |
| ?      | …           |            |             |           |         |

### Mangas
| Sortie | Titre       | Scénariste | Dessinateur | Coloriste | Éditeur |
| ------ | ----------- | ---------- | ----------- | --------- | ------- |
| ?      | à compléter |            |             |           |         |
| ?      | …           |            |             |           |         |

## Naissances
- 7 janvier : Karl Kesel, scénariste de comics
- 11 janvier : Bob Harras, éditeur et auteur de comics
- 13 août : Erik Juszezak
- 19 janvier : Stuf, dessinateur et coloriste belge (Passe-moi l'ciel), mort en 2015.
- 27 janvier : Yves Lapalu
- 9 février : David B.
- 26 février : Gaudelette
- 28 février : Serge Fino
- 7 mars : Maëster
- 20 avril : Jean-Yves Ferri
- 29 avril : Olivier Vatine
- 6 mai : Didier Conrad
- 28 mai : Charles Berberian, auteur français (Monsieur Jean)
- 27 juin : Dan Jurgens, scénariste de comics
- 25 juillet : Raives
- 1er septembre : Joe Jusko, dessinateur de comics
- 23 septembre : Frank Le Gall, auteur français (Théodore Poussin)
- 27 septembre : Jean-Louis Janssens, dessinateur
- 13 août : Philippe Bonifay
- 6 octobre : Adam Kubert, dessinateur de comics
- 13 octobre : Erik Juszezak
- 20 décembre : Patrick Deubelbeiss
- décembre : Francis Vallès
- 16 décembre : Ana Mirallès
- Naissances de Cromwell, Jaap de Boer

## Décès
- 5 août : Frank Godwin, auteur de comic strips
- 11 août : Matt Baker, auteur de comics